# 2011年世界游泳锦标赛卡塔尔代表团

卡塔尔代表团旗帜

2011年世界游泳锦标赛卡塔尔代表团派出2名运动员参加了游泳等项目的比赛，两名选手均为男选手，且都参加50米仰泳和400米个人混合泳。结果其中一人在两个项目上都获得第34名，另一人则两个项目均未开始作赛。

## 奖牌榜
| 名次 | 代表团 | 金牌 | 银牌 | 铜牌 | 总数 |
| ---- | ------ | ---- | ---- | ---- | ---- |
| -    | 卡塔尔 | 0    | 0    | 0    | 0    |